# 陳善 (永樂乙未進士)
陳善（？—？），江蘇宜興縣人，明朝政治人物、進士出身。

## 生平
永樂十三年，登進士，官至工部員外郎。